# Altnazi

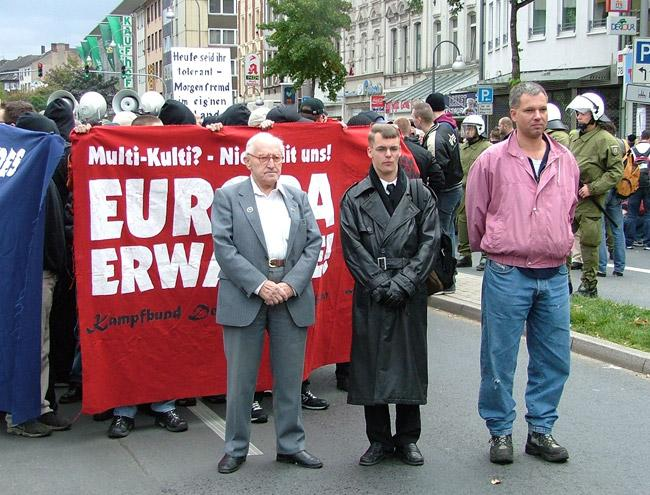
Ein Altnazi und zwei Neonazis: Otto Riehs (1921–2008), Axel Reitz (* 1983, seit 2013 nicht mehr aktiv und Aussteiger) und Christian Worch (* 1956) bei einer Demonstration 2004 in Köln.

Altnazi, manchmal auch Alt-Nazi geschrieben, ist eine vorwiegend umgangssprachlich und zumeist ablehnend gebrauchte Bezeichnung für Personen, die bereits während der Zeit des Nationalsozialismus Anhänger des Nationalsozialismus waren, führende Positionen im NS-Staat innehatten und nach 1945 ohne erkennbare Abkehr von der NS-Vergangenheit ihre Karrieren fortsetzten. Der Ausdruck unterscheidet die bezeichneten Personen von Neonazis (wörtlich ‚Neu-Nazis‘), womit Anhänger des Nationalsozialismus gemeint sind, die nach 1945 politisch aktiv wurden.
Der Terminus Altnazi tauchte ursprünglich zunächst in den 1960er Jahren in der Bundesrepublik Deutschland, aber auch in den Medien der Deutschen Demokratischen Republik auf, um frühere hochrangige Funktionäre im Nationalsozialismus zu kennzeichnen, die es nach dem Zweiten Weltkrieg trotz Entnazifizierung in der neuen Bundesrepublik wieder zu Amt und Würden gebracht hatten, so zum Beispiel Reinhard Gehlen, Hans Globke, Theodor Oberländer oder Karl Ritter von Halt.
Neben Personen wie Hans Filbinger wurden und werden beispielsweise Hanns Martin Schleyer, Reinhard Gehlen, Rudolf Oebsger-Röder, Paul Carell, Klaus Barbie, Walther Rauff, Werner Best sowie Adolf Heusinger und andere Generäle der frühen Bundeswehr und Agenten des Bundesnachrichtendienstes als Altnazis bezeichnet.
Daneben wurde der Ausdruck Altnazi in den 1960er bis 1980er Jahren für aktive Nationalsozialisten verwendet, die auch schon vor 1945 politisch aktiv gewesen waren, wie Thies Christophersen, Werner Georg Haverbeck, Otto Ernst Remer oder Hans-Ulrich Rudel. Da die Generation der im Dritten Reich an verantwortlicher Stelle tätigen Personen heute weitgehend gestorben ist, wird der Begriff praktisch nur noch im Rückblick auf den genannten Zeitraum verwendet, etwa wenn das damalige Verhältnis der Altnazis zu jüngeren Neonazis betrachtet wird.